# Varga Csaba (filmrendező)
Varga Csaba (Mezőcsokonya, 1945. október 28. – Pilisszentiván, 2012. június 15.) Balázs Béla-díjas magyar animációsfilm-rendező, nyelvkutató. Eredetileg matematikatanár volt. Filmrendezőként és íráskutatóként vált ismertté. Íráskutatói munkásságát a Magyar Tudományos Akadémia nem tartja tudományosan értékelhetőnek.

## Élete
1945-ben Mezőcsokonyán született, kamaszkorában Mohácsra, majd Kaposvárra költözött. 1972-ben végezte a pécsi Tanárképző Főiskola matematika-rajz szakát, és már 1970-ben elkészítette első amatőr filmjét. A diploma megszerzése után Pécsett animációs műhelyt, majd az Yxilon Filmstúdiót hozta létre. A stúdió 1979-től a Pannónia Filmstúdió pécsi műtermeként működött, amelynek első igazgatója Varga Csaba volt. Első jegyzett filmjét 1977-ben készítette.
1989-ben – többedmagával – megalapította a Varga Stúdiót.

## Főbb filmjei
- Időben elmosódva, 1972
- Ebéd, 1980
- Auguszta szépítkezik, 1983
- Auguszta etet, 1984
- Valcer, 1984
- Gyurmatek, 1985
- A szél, 1985
- Szekrénymesék/Királyi pár, 1987
- Szekrénymesék/Az apóka, 1987
- Bestiák, 1993
- Ablak, 1999
- Don Quijote, 1999
- Bogár, 2001

## Íráskutatás
Az Írástörténeti Kutatóintézet által az 1990-es években szervezett kutatásokhoz kapcsolódva 1999-től leginkább az íráskutatással foglalkozott és az Intézet baráti köre által kialakított (a székely írás kőkori származásáról alkotott) gondolatrendszer egyik önálló ágát dolgozta ki.
Elméletét a ma is létező írásemlékekre (elsősorban a Nyugat-Európa barlangjaiban és a Kárpát-Balkán térségben fennmaradt régészeti leletekre) alapozta. Más megfontolásokat, például az indián párhuzamokból és a Föld népesedéstörténetéből adódó (korabeli emlékek híján csak következtetésláncra építő) megfontolásokat az írás eredeztetésekor nem vett figyelembe. Ebből következően (lévén a fennmaradt emlékek a jelrendszer megszületéséhez képest későbbiek) az írás keletkezését nem a Közel-keletre, hanem a Kárpát-medencébe tette; s nem 50 000 évesnek, hanem mintegy 30-35 000 évesnek ítélte. Mivel az általa kiindulási alapként felhasznált kőkori jelek egyszerűek és lineárisak voltak, gondolatmenetét arra építette, hogy a fejlődés az egyszerűből halad a bonyolult felé. Ezzel összhangban elveti a hagyományosan elfogadott írásfejlődési modelleket, amelyek szerint az írás korai képírások, piktografikus jelek fokozatos egyszerűsödésével alakult volna ki. Elméletének végkövetkeztetése, hogy az írás alapjai Európában, több mint 35 000 évvel ezelőtt jöttek létre, és 6000 évvel ezelőtt már kész írásrendszer hatolt be a Közel-Kelet térségébe. (Ezt a feltevést látszik igazolni kanadai kutatók legfrissebb következtetése.) Ebből az ágból alakult ki a sumér ékírás és az egyiptomi hieroglif írás is. Ugyanakkor az Európában használatos verziója megmaradt eredeti formájában, és ezt ismerjük rovásírás néven.
Az elmélet kialakítása – matematikatanárhoz illő módon – a felfektetett premisszákra épülő, szigorúan logikus gondolatmenet. Az elméletet hét alapfeltevésre (axiómára) építi. Ezek:
1. Minden jelkészlet: találmány;
2. Nem lehet kétszer ugyanazt a betűkészletet feltalálni;
3. Ha a=b és b=c, akkor a=c;
4. Az írásfejlődés irreverzibilis: hiányossá vált jelkészletből nem lehet rekonstruálni az elveszett betűket;
5. 50% feletti egyezés esetén két betűkészlet azonosnak tekintendő;
6. Minden a legegyszerűbb állapotból fejlődik ki;
7. A bizonyíték hiánya nem a hiány bizonyítéka, a múltban történtek megismerését célzó kutatás eredménytelensége semmit sem igazol.

### Az írás (jelkészlet) állandósága

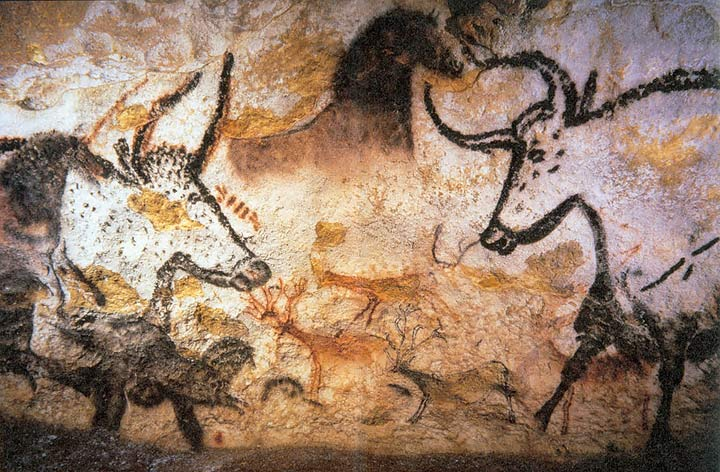
Barlangrajz Lascaux-ból. A bal oldali bika orra felett vonalakból és pontokból álló jelcsoport fedezhető fel

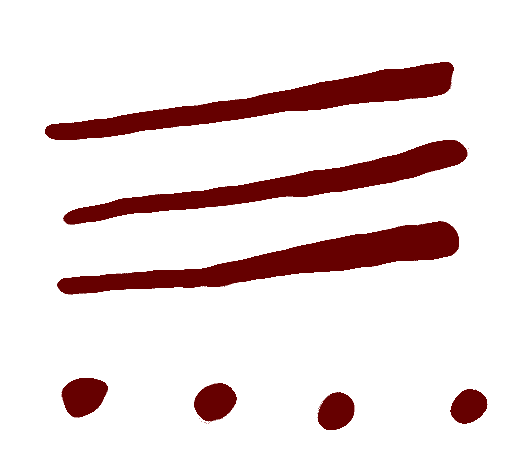
Cueva de la Pasiega egyik jelcsoportja

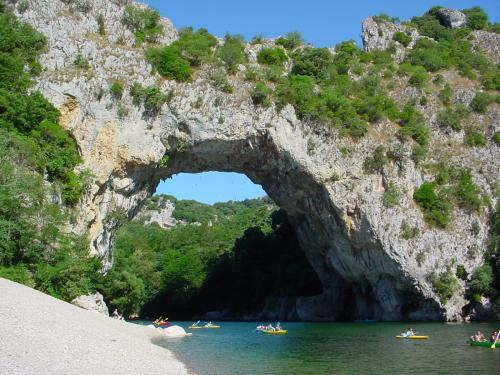
Pont d’Arc természetes sziklahídja

A jelkészletek hosszú időn keresztül (tulajdonképpen 30 000 évről van szó) tartó állandóságát azzal igazolja, hogy a tudás és az ismeret nem olyan, mint bármilyen más ember által előállított termék: ha valaki megtanult valamit, akkor azt adja tovább, amit megtanult. Nincsenek szakaszok és ugrások a fejlődésben, csak a folytonos, közvetlen átadás, tanulás. Könnyen belátható módon az írás ismerete egyik generációról a másikra adatvesztés és módosulás nélkül történik, tehát alapesetben – amennyiben a jelkészlet kielégíti az igényeket – a generációk száma (eltelt idő) semmilyen jelentőséggel nem bír.
Az ősi írás első jeleit a Pont d’Arc rajzaiban fedezi fel, majd az Altamira, a Lascaux és a Les Eyzies barlangok festményeiben, amelyeknél kétségkívül felismerhetők geometrikus és ismétlődő mintázatú rajzolatok. Ezeknek a bekarcolt jeleknek a többsége azonosítható valamelyik későbbi rovásjellel.

### A számjelek eredetének kutatása
Utolsó munkája (A számjelek és a számírás története, 2012.) a számjelek eredetének tisztázásával foglalkozott és az elhunyta előtti hetekben jelent meg. Az ezt megelőző években nyelvészeti munkákat írt; s ez utolsó kötetében már hasznosíthatta a jelekkel és a nyelvvel kapcsolatos kutatásainak végső következtetéseit is. A mű gondolatmenete hasonló az írás eredetével és egyes nyelvek magyarral való rokonságával foglalkozó műveinek gondolatmenetéhez. Az írás, a nyelvek és a számjelek eredetét eredetileg is rokon rendszerek szétágazásaként, elkülönüléseként írja le. Ez az általa feltárt összefüggésrendszer aligha magyarázható másképpen, mint hogy az egymással rokon rendszerek egy közös őshazából jutottak el a világ különböző tájaira: Nyugat-Európától a Tűzföldig. (Ez a közös őshaza a genetika újabb felismerései szerint a Közel-Keleten volt, mintegy 100-50 ezer évvel ezelőtt). A jelektől eltérően a számok esetében már figyelembe vette az indián párhuzamokat és összefüggő rendszerekként kezelte a világ különböző pontjain felbukkanó, egymással rokon számjel-rendszereket. Ezek kialakulását és elterjedését egységes folyamatként képzeli el és írja le. Felismeri az egyiptomi számjelek formái és a magyar nyelv számnevei (tehát a nyelvi anyag) alapján ezek azonos logikáját és ebből következően közös eredetét. A számjelek közös eredetének felvetésével és tisztázásával rendkívüli tudományos jelentőségű művet alkotott, amely hat az érintett tudományterületekre.

## Kritika
Varga Csaba írástörténeti munkásságát a magyar tudományos élet főáramlatának képviselői, a Magyar Tudományos Akadémia kutatói nem tartják tudományosan megalapozottnak.

## Díjai
- Balázs Béla-díj (1985)
- Életmű-díj (Chicago, 1988)
- Mezőcsokonya díszpolgára (2002)
- Magyar Köztársasági Arany Érdemkereszt (2003)
- Pilisszentiván díszpolgára (2006)
- Várnai filmszemle II. díj
- Lille-i filmszemle Nagydíja
- Ezüst Hugo-díj (1980)
- Zágrábi, hirosimai, chicagói, ottawai, hamiltoni, espinhoi filmfesztiválok I. díjai
- Tampere Nagydíja
Stuttgartban „legszellemesebb film díja”
- Ezüst Medve díj